# Hans-Karl von Willisen
Hans-Karl Herman Edwin Heinrich Freiherr von Willisen (* 19. April 1906 in Charlottenburg; † 26. Januar 1966 in Wuppertal) war ein deutscher Pionier der Funkmesstechnik. Er war maßgeblich an der Entwicklung des deutschen Radarsystems beteiligt und widmete sich später auch der Entwicklung und dem Bau von Radiogeräten und von Sendetechnik.

## Familie
Hans-Karl entstammte dem Adelsgeschlecht Willisen und war der Sohn des preußischen Offiziers und Politikers Friedrich Wilhelm Freiherr von Willisen. Sein Großvater war der preußische General und Gouverneur von Berlin Karl Georg Gustav Freiherr von Willisen, seine Urgroßonkel waren die Freiherren Wilhelm und Friedrich Adolf von Willisen.
Hans-Karl blieb unverheiratet und hatte keine Kinder.

## Leben

### Kindheit und Jugend
Willisen verlebte seine Kindheit in Charlottenburg. Mit 12 Jahren besuchte er ein Potsdamer Realgymnasium, an dem er seinen späteren Geschäftspartner Paul-Günther Erbslöh (1905–2002) kennenlernte. Beider Freundschaft beruhte auf einem ausgeprägten Interesse an technischen Fragen, insbesondere auf dem Gebiet der drahtlosen Übermittlung in der Telegraphie und Telefonie. Unter Vernachlässigung ihrer schulischen Aufgaben widmeten sich die Freunde der Erforschung der Funktechnik. Durch Selbststudien und Feldversuche eigneten sie sich auf diesem Gebiet einen hohen Sachverstand an. Willisen und Erbslöh kooperierten schon bald mit dem Heinrich-Hertz-Institut und wurden Berater des Berliner VOX-Hauses. Mit ihren Ideen trugen sie zur Verbesserung der Übertragungsqualität von Rundfunksendungen bei.

### Deutsche Ultraphon AG / Tonographie GmbH
Etwa 1926 wurden Willisen und Erbslöh auf Vermittlung von Friedrich Trautwein als Elektrotechniker im neu eingerichteten Tonstudio der Berliner Hochschule für Musik angestellt, das von Herbert Grenzebach geleitet wurde. Hier entwickelten sie ein eigenes Verfahren zur elektrischen Aufnahme von Schallplatten, das sich in einem Test dem damaligen Verfahren der Deutschen Grammophon Gesellschaft als überlegen erwies.
1929 richteten sie das erste Aufnahmestudio der Deutschen Ultraphon AG ein. Die dort entstandenen Schallplatten gelten für die damalige Zeit als technisch überragend. Bis zum Konkurs der Firma Anfang 1932 arbeiteten sie dort als Tontechniker und betreuten mehrere Tausend Aufnahmen.
Anschließend, im Februar 1932, wurden Erbslöh und von Willisen Geschäftsführer der Tonographie GmbH in Berlin-Wilmersdorf. Hier produzierten sie erfolgreich Werbeplatten und machten Lohnaufnahmen für Schallplattenfirmen.

### Gründung der GEMA
1932 wurde das Militär auf die beiden Entwickler aufmerksam. Man zog Willisen zu akustischen Versuchen für Schallplattenaufnahmen von Mündungs- und Geschossknall als Mittel zur Zeitdifferenz- und Ortsbestimmung heran. Das Heereswaffenamt empfahl Willisen und Erbslöh daraufhin der Nachrichtenversuchsanstalt der Marine in Kiel. Gemeinsam mit dem Physiker Rudolf Kühnhold arbeiteten sie an neuen Ideen zur Ortung von Schiffen durch Reflexion von Wasserschall und Funkwellen. Willisen und Erbslöh gelang es, die technische Möglichkeit der Ortung von Schiffen durch gebündelte Funkwellen nachzuweisen. Es ging nun darum, das erste funktionstüchtige Ortungssystem der Welt zu bauen.
Von den großen deutschen Firmen belächelt, gründeten Willisen und Erbslöh am 1. Januar 1934 die Gesellschaft für elektroakustische und mechanische Apparate mbH, kurz GEMA genannt, die schon bald bedeutende Entwicklungen vorzuweisen hatte. Die Marine unterstützte das Projekt mit Fördergeldern, so dass Willisen weitere 50 Ingenieure zur Verbesserung und Weiterentwicklung seiner Ortungssysteme einstellen konnte. 1935 konnte die GEMA der deutschen Marineleitung das erste einsatzfähige Gerät vorführen. Willisen, der seine Technik vor allem für die zivile Luftfahrt, den Küstenschutz und die Handelsschifffahrt entwickeln wollte, wurde von der Reichswehr zur ausschließlich militärischen Nutzung des streng geheimen Projekts gedrängt. Unabhängig von den britischen Forschungen des Physikers Robert Watson-Watt gelang es Willisen mit Freya ein Radar zur Überwachung des Luftraumes zu entwickeln. Weitere Gerätetypen hießen Calais, Mammut oder Wassermann.
Mit Ausbruch des Zweiten Weltkrieges wurde die GEMA zur Kriegsproduktion herangezogen. Die Firma hatte sich mit ihren 3000 Mitarbeitern und den Produktionsstandorten Köpenick, Jüterbog, Luckenwalde, Woltersdorf und Wahlstatt von der Geburtsstätte der deutschen Wasserschall- und Funkortungstechnik zu Radarindustrie entwickelt. Sie lieferte die Schlüsseltechnik, die die strategische Planung der Kriegsführung revolutionierte. In den letzten Kriegsmonaten wurden Teile der Produktion von Schlesien nach Schleswig-Holstein ausgelagert.
Die britischen Besatzungstruppen sprengten am 16. und 17. Mai 1945 nach Lensahn evakuierte Entwicklungsmuster und Prototypen – zum Ärger des britischen Secret Service, der sie gern übernommen hätte. Am 31. Mai 1945 schließlich liquidierten die Briten die als Rüstungsbetrieb eingestufte GEMA.

### Gründung der Firma MWL und WILAG
1945 eröffnete Willisen mit den arbeitslos gewordenen Radarspezialisten die Mechanischen Werkstätten Lensahn (MWL). Auf Grund der strengen Auflagen der Alliierten beschränkte man sich zunächst auf die Reparatur von elektrischen Kleingeräten und landwirtschaftlichen Maschinen. Nach der Lockerung der Bestimmungen konnte sich Willisen verstärkt der Entwicklung und dem Bau von Rundfunkempfängern, Mikrofonen, Verstärkern und Starkstromanlagen widmen. 1948 beschäftigte seine Firma bereits 400 Mitarbeiter. Im selben Jahr wurde die MWL in Willisen-Apparatebau-Gesellschaft mbH (WILAG) umbenannt. Mit der Währungsreform kam es zu Auftragseinbrüchen sowie Liefer- und Ersatzteilengpässen. Zudem drängten große Firmen wie Siemens, Telefunken und die AEG in diesem Sektor verstärkt auf den Markt. 1949 musste die WILAG Insolvenz anmelden.

### Umzug nach Wuppertal
Willisen zog nun nach Wuppertal in die Nähe des Westdeutschen Rundfunks. Wiederum sammelte er ehemalige Mitarbeiter aus der Rundfunk- und Verstärkertechnik um sich und gründete seine vierte Firma, die er Tonographie Apparatebau v. Willisen & Co. Wuppertal-Elberfeld (TAB) nannte. Mit ihr gelang ihm die Entwicklung von Klassikern der Rundfunk- und Studiotechnik. Sie wurden in die ganze Welt vertrieben. Willisen konnte der erfolgreichen Firma nur zehn Jahre als Geschäftsführer vorstehen. Er starb kurz vor Vollendung seines 60. Lebensjahres. Die Firmengeschichte endete 1990.

## Werke
- Hans-Karl von Willisen: Geschichte der deutschen Funkmesstechnik. Abschrift einer Tonbandaufzeichnung um 1952, GEMA 1988.